# Гимназија „Вељко Петровић” Сомбор
 Гимназија „Вељко Петровић”, познатија као Сомборска гимназија је школа која се налази у Доситејевој улици 2 у Сомбору. 
У фебруару 2023. године школа је добила Сретењски орден, четврти највиши државни орден Србије, за допринос Републици и грађанима Србије.
Поред Вељка Петровића, међу истакнутим алумнима школе су Иван Радовић, Милан Коњовић, Гаја Алага, Богдан Маглич, Тихомир Новаков, Сима Ћирковић, Иван Гутман, Иринеј Буловић и други. Уз подршку Града Сомбора и Покрајинског секретаријата за образовање Војводине 2022. године објављена је књига др Атиле Пфајфера, доцента на Филозофском факултету Универзитета у Новом Саду, 150 година Гимназије у Сомбору.

## Историјат

### Оснивање
Прва образовна установа на месту гимназије била је Латинска гимназија основана 1781. године. Тадашња школска зграда подигнута је на месту ранијег османског купатила где је 1698. године Мартин Липковић добио дозволу за изградњу пиваре и поште. Одлука фрањевца фра Боне Михаљевића да затвори Латинску гимназију изазвала је незадовољство родитеља који су мотивисали власти да већ почетком наредне школске године отворе државну школу.
Прве идеје о отварању гимназије у граду појавиле су се већ 1819. године када је српска заједница у Сомбору прикупила 20.000 форинти за нову школу, али градске власти нису успеле да обезбеде земљиште за нову установу. Године 1830. у граду је покренут шесторазредни гимназијски програм, а од 1853. године пружао је наставу немачког и српског језика у основној гимназији. Сомборске римокатоличке основне школе увеле су четворогодишњи наставни план и програм 1846. године, а истом одлуком 1855. године и православне школе. Град је 1843. године именовао комисију за предложену нову гимназију, али након ове одлуке није уследило оснивање школе. Гимназија града Сомбора на српском и мађарском језику основана је тек 1869. године, али је остала отворена само 2 године. Садашња установа коначно је основана 1872. године као „Државна гимназија Сомбор”

### Аустроугарски период до Првог светског рата
У почетку је школа уписивала само четири разреда ученика, али је сваке наредне школске године увођена по један виши разред све до 1876/77. године када се проширила на осморазредну установу. Године 1886. школа је премештена у садашњу зграду инспирисану севернонемачком архитектуром, где се настава одвијала искључиво на мађарском језику све до краја Првог светског рата када су Банат, Бачка и Барања припојени новоствореној Краљевини Срба, Хрвата и Словенаца. У просеку у то време школа је имала између 250 и 350 ученика у сваком одељењу, од којих је око половина из Сомбора, а друга половина из Бачко-бодрошког округа или суседних крајева.

### Југославија
Између 1918. и 1923. године настава се поново изводила на српском и мађарском језику, док је од 1923. настава на мађарском језику укинута.
Непосредно после ослобођења Сомбора у октобру 1944. године и до краја априла 1945. године, у згради Гимназије била је смештена војна болница совјетске Црвене армије и Југословенске партизанске армије. Године 1968. школа је добила име по бившем ђаку, Вељку Петровићу.